# AN/FPS-117
AN / FPS-117 este un radar tridimensional de căutare aeriana în bandă L cu matrice activă cu scanare electronică (AESA), produs pentru prima dată de GE Aerospace în 1980 iar acum face parte din Lockheed Martin.   Sistemul oferă detecție instrumentată la distante de 200 la 250 nautical milei (370 la 460 km) și are o mare varietate de sisteme de eliminare a interferențelor și a reflexiilor de la obiecte fixe.
Sistemul a fost dezvoltat inițial ca parte a efortului „Seek Igloo / Seek Frost” pentru a înlocui sistemele radar mai vechi ale liniei de avertizare timpurie DEW cu sisteme care ar putea fi operate de la distanță și care necesită mult mai puțină întreținere, ca parte a înlocuirii radarelor din componența DEW, Sistemul Nordic de Avertizare American-Canadian (NWS). Implementarea NWS a dus la o reducere a cheltuielilor cu operațiunile și întreținerea cu până la 50% comparativ cu sistemele anterioare.
GE a făcut o serie de modificări la designul de bază pentru a-l adapta mai bine la diferite roluri. Pentru a satisface nevoia Corpului de Marină al SUA, GE a dezvoltat AN / TPS-59 transportabil, iar ulterior a combinat elemente de proiectare pentru a produce un radar mai mic, AN / TPS-77, care este și mai mobil, necesitând un singur motor în unele scenarii de implementare. FPS-117, modificate cu intrarea de la Siemens pentru serviciul german sunt cunoscute sub numele de RRP-117, în timp ce TPS-77 în serviciu cu RAF sunt cunoscute sub numele de AMES tip 92. O versiune și mai mică a fost introdusă de Lockheed Martin sub numele de TPS-77 MRR .

## Dezvoltare

### Dezvoltarea antenelor matrice
O problemă cheie pentru sistemele radar din anii 1950 a fost introducerea carcinotronului, un tub producător de microunde care putea fi reglat rapid pe o lățime de bandă largă. Scanând rapid, părea a fi un radiator constant pe o bandă întreagă, creând o caracteristică puternică de baraj de bruiaj. Pentru a depăși această formă de bruiaj, radarele epocii erau extrem de puternice; AMES Tipul 85 al Royal Air Force trimteau impulsuri de cel puțin 8 MW într-un efort de a depăși semnalul de bruiaj. Sistemele cu o astfel de putere au o serie de dezavantaje practice; răcirea unui astfel de sistem nu este un efort mic, iar dimensiunea fizică a tuburilor emițătorului îl împiedică să fie chiar parțial mobil.
În anii 1950, variații ale antenei matrice au fost explorate activ de mulți proiectanți. În aceste sisteme, un număr mare de antene mici funcționează împreună pentru a produce un singur fascicul. Prin introducerea unor mici întârzieri, utilizând dispozitive cunoscute sub numele de schimbătoare de fază, fasciculul poate fi direcționat electronic. Acest lucru a oferit posibilitatea scanării rapide fără mișcare mecanică, ceea ce a făcut ca sistemele să fie mult mai ușor de produs într-o formă mobilă. Marconi Martello original a oferit aceeași capacitate de detecție ca și tipul 85 într-un design „transportabil” folosind șase motoare primare .
Majoritatea sistemelor matriciale fazate timpurii au folosit un singur tub transmițător, dar experimente în care fiecare element al antenei avea propriul transmițător erau în desfășurare. În aceste sisteme de „matrice activă”, se pot folosi emițătoare individuale pentru a produce mai multe fascicule îndreptate în direcții diferite, ceea ce permite de exemplu, unor fascicule să urmărească în mod continuu țintele, în timp ce altele să continue să scaneze cerul. Cu toate acestea, astfel de sisteme au fost extrem de scumpe până la introducerea modulelor emițătoare cu semiconductoare.
În timp ce sistemele cu semiconductoare au redus prețul unei antene matrice, acestea nu au oferit aproape aceeași putere, chiar și cumulate. În proiectările anterioare, radarele trimiteau de obicei impulsuri de semnal extrem de puternice, dar foarte scurte. Semnalele au fost scurtate în timp pentru a oferi o rezoluție rezonabilă. Având în vedere că sistemele cu semiconductoare nu au putut atinge aceste niveluri de putere, a fost necesară utilizarea impulsurilor mai lungi, astfel încât energia totală reflectată de țintă să fie similară. Pentru a recâștiga rezoluția de separarae in distanță, a fost introdusă pe scară largă tehnica relativ nouă de compresie a impulsurilor.
Până la sfârșitul anilor 1970, toate aceste tehnologii au ajuns la maturitate și a apărut pentru prima dată posibilitatea realizării unor radare complet active la prețuri rezonabile.

### Căutare Igloo
Sistemul de radare DEW din nordul Canadei și Alaska a fost construit în anii 1950 folosind radare AN / FPS-19 din anii 1950. Acestea utilizau două Magnetroane de 500kW pe sisteme uriașe de antene parabolice care se roteau continuu și încăperi pline cu electronică pe bază de tuburi pentru a le conduce. Sistemele necesitau întreținere constantă de către personalul de la fața locului și erau extrem de costisitoare de operat.
Dorind un sistem mult mai simplu și mai puțin costisitor, în 1977, Centrul de Dezvoltare Aeriană din Roma (RADC) a început proiectul „Seek Igloo” pentru a găsi un înlocuitor pentru FPS-19 care să necesite mai puțină energie și să funcționeze pe perioade prelungite fără întreținere. În 1980, General Electric a câștigat concursul cu proiectul GE-592, proiectul final fiind acceptat de RADC la 30 septembrie 1983, trecând testele de acceptare în acel an.
Seek Igloo a fost în mod oficial preocupat doar de radarele din zona Alaska, în timp ce Seek Frost s-a adresat restului liniei DEW. Cu toate acestea, termenul este utilizat pe scară largă pentru a descrie întregul proiect de dezvoltare. Seek Frost a inclus, de asemenea, AN / FPS-124, un radara pentru zona apropiată, pentru a umple golurile, care nu era necesar în zona Alaska.

### Sistemul Nordic de Avertizare și altele
Conversațiile între centrele NORAD despre linia DEW continuau de ceva timp și Forțele Aeriene Canadiene erau conștiente de planurile de convertire la noile radare. Ca parte a Summit-ului Shamrock de 24 de ore din 1984, prim-ministrul canadian Brian Mulroney și președintele SUA Ronald Reagan au semnat un acord pentru crearea Sistemului Nordic de Avertizare pentru a înlocui DEW. Implementarea Sistemului Nordic de Avertizare a dus la o reducere a cheltuielilor cu operațiunile și întreținerea (O&M) cu până la 50% comparativ cu DEW. La scurt timp după aceea, Forțele Aeriene au achiziționat un alt FPS-117 pentru a înlocui vechiul radar AN / FPS-67 de pe aeroportulTempelhof din Berlin.
În acest timp, Royal Air Force devenise îngrijorată de vulnerabilitatea rețelei lor de radare Linesman / Mediator. Proiectat în era bombei cu hidrogen, sistemul a fost în întregime neactualizat, deoarece se credea că astfel de eforturi ar fi inutile împotriva atacurilor de mai multe megatone. Pe măsură ce echilibrul strategic s-a schimbat și atacurile convenționale au devenit mai probabile, Linesman a apărut banal de ușor de înfrânt. RAF a planificat să înlocuiască Linesman cu rețeaua IUKADGE folosind radare Marconi Martello, dar pentru că acest sistem nu era performant, au achiziționat în cele din urmă și două AN / FPS-117.
Au urmat în curând alte vânzări, iar sistemul rămâne în producție și în 2020 Au fost produse peste 120 de exemple și sunt operate de 15 țări.

### AN / TPS-59

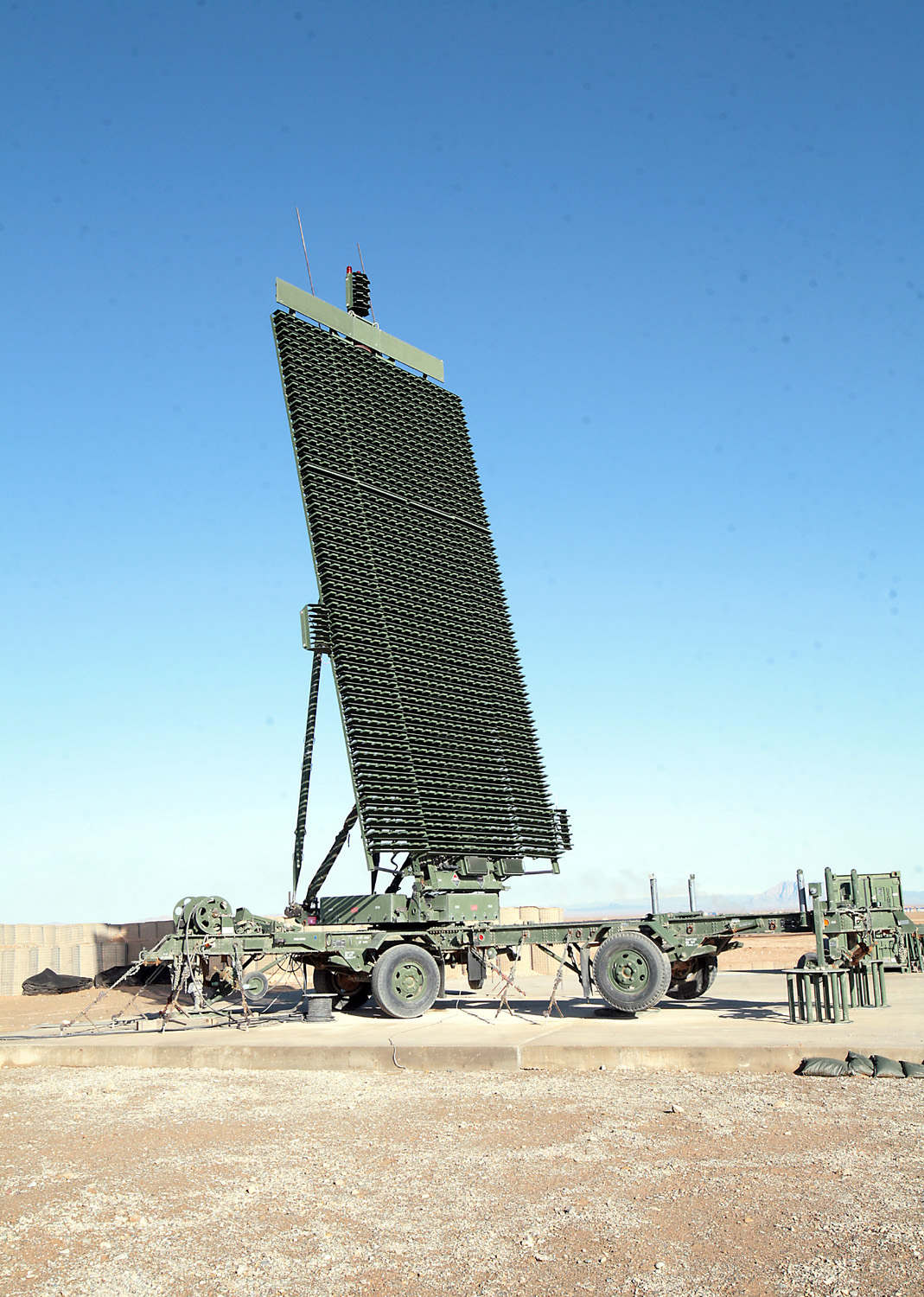
AN / TPS-59. Modulele emițător / receptor individuale sunt ușor de văzut în această imagine.

În timp ce primele sisteme FPS-117 erau testate, US Marine Corps a trimis o ofertă pentru un radar aerian cu rază lungă de acțiune și o eliminare bună a bruiajului. Spre deosebire de Forțele Aeriene, pușcașii marini au cerut ca sistemul să fie „transportabil”, adică capabil să fie deplasat între locații. GE a câștigat contractul cu o versiune modificată a FPS-117, TPS-59.
TPS-59 a fost în esență o versiune redusă a FPS-117 împărțită în mai multe componente. Antena principală a fost montată pe o remorcă personalizată și descărcată la locul operațional și apoi ridicată și instalată cu ajutorul cricurilor hidraulice. Restul sistemului a fost ambalat într-o serie de containere ISO care pot fi transportate de orice semiremorcă . Primul exemplar a intrat în funcțiune în 1985.
În anii 1990, pușcașii marini au trimis un alt contract pentru modernizarea sistemelor lor de rachete MIM-23 Hawk pentru a le permite să atace rachetele balistice cu rază scurtă de acțiune. TPS-59 (V) 3 a modificat seturile radar existente TPS-59 pentru a oferi o acoperire de altitudine mult mai mare, până la 500.000 ft. (152,4 Km) 
Toate radarele americane TPS-59 au fost scoase din funcțiune în septembrie 2020.

### AN / TPS-77
O versiune ulterioară a seriei a fost introdusă sub numele de TPS-117, redenumită de curând TPS-77. Aceasta este o reducere ulteerioară a designului original, realizat cu o antenă mai mică. Combinat cu electronica modernă, sistemul este acum transportabil cu un singur vehicul personalizat. Acest sistem a înlocuit majoritatea celorlalte radare din rețeaua Marii Britanii.

## Descriere
Principiul AESA  utilizează emițătoare active în fiecare antenă individuală într-o antenă matrice de 44x32. Transmițătoarele au o putere individuală relativ redusă, iar puterea combinată a întregii matrice este de aproximativ 25 kW, comparativ cu transmițătoarele multi-megawatt găsite în proiectele radar anterioare. Pentru a compensa puterea mai mică, se folosesc impulsuri mult mai lungi. Pentru a extrage informații precise despre distanță, receptoarele utilizează compresia impulsurilor . Proiectarea sistemului include o arhitectură redundantă cu operațiuni controlate de la distanță și software de monitorizare pentru a minimiza cerințele de personal. De obicei, este echipat cu un sistem de identificare amic-inamic care folosește o a doua antenă deasupra.
Sistemul este cu putere redusă (~ 20 kW), cu rază lungă de acțiune (200-250 mile marine), fascicul tip creion în banda L, radar de căutare cu emițătoare cu semiconductoare. Proiectarea sistemului include o arhitectură redundantă cu operațiuni controlate de la distanță și monitorizate de software pentru a minimiza cerințele de personal. De obicei, este echipat cu un sistem de identificare amic-inamic care folosește o a doua antenă deasupra.
Forțele aeriene și FAA operează, de asemenea, un număr limitat de radare AN / FPS-117 în interiorul continental al Statelor Unite. Radarul AN / FPS-117 este capabil să sară la întâmplare pe 18 canale, în banda de 1215-1400 MHz. 
Selectat inițial pentru proiectul SEEK IGLOO alComandamentului Aerian din Alaska, radarul a fost ales și pentru a înlocui radarul AN / FPS-67 al Forțelor Aeriene ale Statelor Unite de pe Aeroportul Tempelhof din Berlin și a fost instalat la Tempelhof în iulie 1984.
AN / TPS-77 este o versiune a aceluiași radar montat pe o platformă transportabilă. Acesta este în prezent principalul radar folosit de Royal Air Force .
Versiunea RRP-117 este un model care este furnizat Germaniei cu o intrare offset de la Siemens în aplicații fixe.
În 2011, Lockheed Martin a primit un contract pentru modernizarea radarelor pentru a le prelungi viața operațională până în 2025. 

## Operatori
- Albania
- Australia
- Belgia
- Brazilia
- Croația
- Canada - Utilizat în North Warning System
- Danemarca
- Egypt - AN/TPS-59 și AN/TPS-59/M34 [6][7]
- Estonia - Utilizat în Baltic Air Surveillance Network [8]
- Germania - Utilizează varianta Germană RRP-117[9]
- Ungaria
- Islanda
- Indonezia
- Irak
- Italia
- Iordania
- Kuwait
- Letonia - Utilizat în Baltic Air Surveillance Network
- Lituania - Utilizat în Baltic Air Surveillance Network
- Malaysia [10]
- Pakistan
- România
- Arabia Saudită[11]
- Coreea de Sud - Utilizat pe Ulleungdo Island pentru apărarea Liancourt Rocks în disputa teritorială dintre Japonia și Korean Demilitarized Zone.
- Singapore - Republic of Singapore Air Force
- Taiwan - 7 AN/FPS-117 și 4 AN/TPS-117 achiziționate în 2002.[12]
- Thailanda
- Turcia
- Grecia
- Regatul Unit
- Statele Unite ale Americii - Utilizat în North Warning System [13]

## Variante
- AN / FPS-117 - Versiune fixă standard produsă de Lockheed Martin .
- AN / TPS-77 - Versiune transportabilă produsă de Lockheed Martin .
- RRP-117 - Varianta fixă germană produsă de Lockheed Martin, modificată de Siemens pentru a îndeplini cerințele Luftwaffe.